# Сероглазово
Сероглазово — посёлок в Харабалинском районе Астраханской области, в составе сельского поселения Воленский сельсовет.
Население — 490 (2010)

## Общая физико-географическая характеристика
Посёлок расположен в пределах Прикаспийской низменности, у железнодорожной станции Сероглазово, на высоте 22 метра ниже уровнем моря. Рельеф равнинный. Особенностью рельефа является распространение так называемых бэровских бугров высотой до 15-20 метров. В окрестностях посёлка — пески Малые. Ближайшая река Ашулук расположена в 1,7 км к юго-западу от посёлка. Почвы бурые. Почвообразующие породы — пески.
По автомобильной дороге расстояние до областного центра города Астрахани составляет 110 км, до районного центра города Харабали — 54 км, до села Вольное — 5 км.
Климат
Климат резко-континентальный, крайне засушливый (согласно классификации климатов Кёппена-Гейгера — Bsk). Среднегодовая температура воздуха положительная и составляет + 9,3 °C, средняя температура самого холодного месяца января — 6,7 °C, самого жаркого месяца июля + 25,0 °C. Расчётная многолетняя норма осадков — 228 мм. Наименьшее количество осадков выпадает в феврале (12 мм), наибольшее в июне (25 мм)
Часовой пояс
Сероглазово, как и вся Астраханская область, находится в часовой зоне МСК+1. Смещение применяемого времени относительно UTC составляет +4:00.

## Население
| 2002 | 2010 |
| ---- | ---- |
| 467  | ↗490 |

| Национальность | Численность (2010) | Процент |
| -------------- | ------------------ | ------- |
| Казахи         | 238                | 48,5%   |
| Русские        | 204                | 41,5%   |
| Чеченцы        | 36                 | 7,3%    |
| Татары         | 7                  | 1,4%    |
| Не указана     | 6                  | 1,2%    |
| Всего          | 491                | 100%    |